# 埃斯科瓦尔
埃斯科瓦尔是巴拿马科隆省科隆区的一个城市，2010年是人口为2,388。 该市2000年时人口为1,964，1990年时人口为2,181。